# Kokošovce
Kokošovce (allemand : Kobersdorf) est un village de Slovaquie situé dans la région de Prešov.

## Histoire
Première mention écrite du village en 1272.

## Démographie

### Évolution de la population
| Année:               | 1994. | 2004.    | 2014.    | 2024.    |
| -------------------- | ----- | -------- | -------- | -------- |
| Nombre de personnes: | 611   | 674      | 785      | 937      |
| Différence:          |       | +10,31 % | +16,46 % | +19,36 % |

| Année:               | 2023. | 2024.   |
| -------------------- | ----- | ------- |
| Nombre de personnes: | 941   | 937     |
| Différence:          |       | -0,42 % |